# Cecidomyia mori
Cecidomyia mori är en tvåvingeart som först beskrevs av Yokoyama 1929.  Cecidomyia mori ingår i släktet Cecidomyia och familjen gallmyggor. Inga underarter finns listade i Catalogue of Life.